# Carl Rüedi

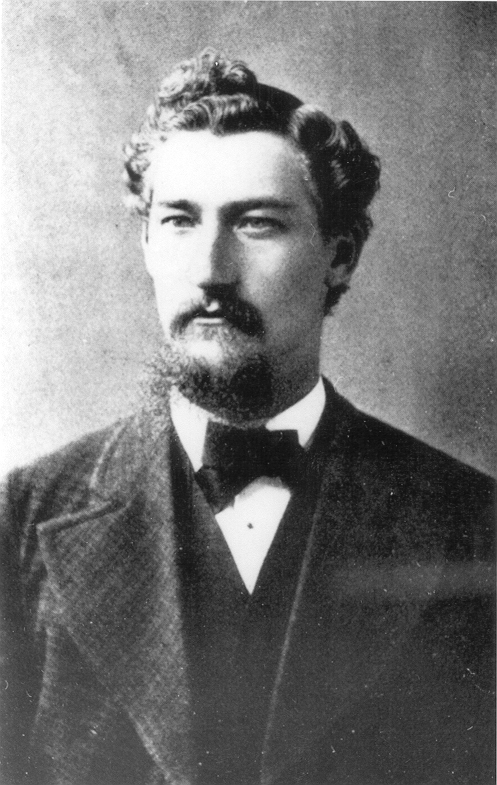
Carl Rüedi (um 1885)

Carl Rüedi (* 21. oder 23. April 1848 in Davos, Kanton Graubünden; † 17. Juni 1901 in Arosa, Kanton Graubünden) war ein Schweizer Lungenarzt und zu Lebzeiten einer der bekanntesten Ärzte Graubündens.
Weltweit bekannt wurde Rüedi, weil er in den Wintern 1880/81 und 1881/82 den schottischen Schriftsteller Robert Louis Stevenson behandelte. Stevenson pries Rüedi in der Widmung zu seiner Gedichtsammlung Underwoods (1887) als «den guten Geist der Engländer in seinen eisigen Bergen».

## Leben

### Herkunft, Kindheit und Jugend
Carl Rüedi war das jüngste von acht Kindern des Bündner Landschaftsarztes und Pioniers der Klimatherapie, Lucius Rüedi, und dessen Frau Rahel (geb. Conrad).
Schon in früher Kindheit soll er sich durch körperliche Robustheit, Lebhaftigkeit und Intelligenz ausgezeichnet haben. Im Alter von vier Jahren wanderte Carl Rüedi mit seinem Vater im Hochsommer von Alvaneu (dem Wohnort der Familie) ins 23 Kilometer entfernte Davos (Carls Geburtsort). Als Carl neun Jahre alt war, wanderten er und zwei seiner Brüder, die die Kantonsschule in Chur besuchten, an einem Tag 55 Kilometer von Chur nach Davos.

### Studienjahre und erster Amerika-Aufenthalt
1866 immatrikulierte sich Carl Rüedi an der Universität Tübingen, um Evangelische Theologie zu studieren. Im Sommer 1867 setzte er sein Theologiestudium an der Universität Zürich fort.
Carls ältester Bruder Wilhelm lebte seit 12 Jahren als Arzt in den Vereinigten Staaten. 1867 kam Wilhelm auf Besuch in seinen Heimatort Zizers (Kanton Graubünden) und schlug seinen Brüdern Carl und Paul vor, ihm nach Amerika zu folgen. Die beiden folgten dem Vorschlag ihres Bruders und begaben sich am 17. Dezember 1867 auf den Weg nach Philadelphia. Paul, ein ausgebildeter Mediziner, eröffnete dort eine Arztpraxis und kam erst 1882 auf Besuch in seine Heimat zurück. (Paul (* 19. November 1844) hatte in Würzburg (Winter 1863/64), Zürich (Sommer 1864), München (Sommer 1865 – Winter 1865/66) und Tübingen (Sommer 1866) Medizin studiert.) Unter dem Eindruck seiner beiden Brüder begann sich auch Carl für Medizin zu interessieren.
Nach dem Tod seines Vaters (1870) kehrte Carl nach Zizers zurück und nahm im April 1870 ein Studium der Medizin an der Universität Bern auf. Im Sommer 1871 wechselte er an die Universität Würzburg.
Im Winter 1871/72 und Sommer 1872 setzte Carl Rüedi sein Medizinstudium in München fort. Im Winter 1872/73 kehrte er nach Bern zurück und bereitete sich dort auf seine Abschlussprüfungen vor. Im Frühjahr 1874 promovierte er zum Doktor der Medizin und eröffnete eine Praxis im Dorf Seewis im Prättigau (Kanton Graubünden).

### Frühe Berufsjahre: Davos
Am 24. Dezember 1874 erhielt Carl Rüedi einen Ruf als Landschaftsarzt nach Davos, damals neben St. Moritz der führende Winterkurort Europas. Rüedi bekleidete damit denselben Posten wie einst sein Vater. Ausserdem wurde Rüedi zum Bezirksarzt ernannt. Seine Praxis hatte er im Hotel Rhätia.
In Davos liess Rüedi eine private Residenz namens Villa Richmond erbauen. Sie war nach jenem Bezirk im Bundesstaat New York benannt, wo er zwischen 1867 und 1870 einige Zeit verbracht hatte.
Am 26. Februar 1875 wurde Carl Rüedi mit zwei weiteren Vertretern des Hotels Rhätia ins Komitee des neu gegründeten Kurvereins gewählt, am 30. oder 31. Juli 1875 ausserdem zum Kassenwart. 1876 wurde Rüedi in den Bündner Ärzteverein mit Sitz in Chur aufgenommen.
Zu jener Zeit hatte Davos schon einige Bedeutung als Kurort. Durch den wachsenden Zulauf von Tuberkulosekranken, die nach Davos kamen, hatte Carl Rüedi ein gutes Auskommen. Binnen weniger Jahre erwarb er sich einen ausgezeichneten Ruf bei seinen Patienten. Ende 1878 legte er seinen Posten als Landschaftsarzt nieder und konzentrierte sich auf seine Tätigkeit als privater Kurarzt.
Rüedis Heilerfolge waren einer Kombination aus ärztlichem Können und dem hochalpinen Klima von Davos (1560 m) mit seiner kühlen, sauberen und trockenen Luft zu verdanken. Er bestach durch exakte Diagnosen, ein ausserordentlich feines Gehör beim Abhören der Atemwege und ein umfassendes Wissen über alle Arten und Stadien von Lungenbeschwerden.
Der grösste Teil von Rüedis Klienten kam aus dem angloamerikanischen Sprachraum. Dank seiner guten Englischkenntnisse erlangte Rüedi binnen weniger Jahre ein faktisches Monopol an dieser Kundschaft. (Noch 1875 hatte es so gut wie keinen Kurgast englischer Zunge in Davos gegeben.)
Zu Carl Rüedis Beliebtheit unter den englischsprachigen Patienten trug auch seine aus Schottland stammende Ehefrau (mit Geburtsnamen Mackenzie) bei. Am 25. Juni 1879 bekam das Paar einen Sohn, der auf den Namen John getauft wurde.

### Mittlere Berufsjahre: Denver
Rüedi hatte solchen Zulauf, dass er an die Grenzen seiner Leistungsfähigkeit stiess. Um sein Können unter weniger aufreibenden Bedingungen wirken zu lassen, wanderte er Ende April 1891 in die USA aus, wo er in Denver, Colorado, eine Praxis eröffnete. Rüedi hatte die Stadt am Fuss der Rocky Mountains gewählt, weil sie mit 1.609 m auf fast derselben Meereshöhe liegt wie Davos. Von ähnlichen klimatischen Bedingungen konnte in Denver dagegen keine Rede sein, wie Rüedi später einräumte.
Lungenärzte in den Vereinigten Staaten schickten vermögende Patienten zur Höhentherapie in Sanatorien in den Schweizer Alpen (Davos, St. Moritz), im Riesengebirge (Görbersdorf) oder in den Adirondack Mountains (Saranac Lake, Bundesstaat New York). In den Rocky Mountains gab es für Tuberkulosekranke dagegen so gut wie keine medizinische Infrastruktur. Abgesehen von einem Sanatorium im Weiler Hygiene (1.553 m, Boulder County, Colorado), das Rüedi im Oktober 1891 besuchte, existierten nur primitive Planwagen- oder Zeltlager sowie vereinzelt Pensionen und Hotels.
Noch im Jahr seiner Ankunft in Amerika wurde Carl Rüedi in die American Clinical and Climatological Association (ACCA) (Amerikanische Klinische und Klimatologische Vereinigung) aufgenommen. Die 1884 von Ärzten und Wissenschaftlern ins Leben gerufene Standesorganisation hatte zum Ziel, die medizinische Ausbildung, Forschung und Praxis in den USA zu verbessern. In ihrer Anfangszeit lag das Hauptaugenmerk der ACCA auf der Behandlung von Tuberkulose durch Aufenthalte in einem geeigneten Klima. Als Pionier der angewandten Klimatherapie war Rüedi einer der berufensten Experten für das Anliegen der ACCA. 1895 hielt er zwei Vorträge vor der ACCA.
Im ersten Vortrag (Ein Vergleich der Winterkurorte in den Alpen mit einigen Orten in den Rocky Mountains von Colorado) vertrat Rüedi die Auffassung, dass es Colorado wegen seines Klimas «mit jedem anderen Kurort auf der Welt […] aufnehmen» könne und die besten klimatischen Voraussetzungen böte, zum «Sanatorium der Vereinigten Staaten» zu werden. Rüedi entwickelte die Vision eines nach Meereshöhe gestaffelten Systems von Luftkurorten in den Rocky Mountains, in das die Ärzte ihre Patienten je nach Krankheitsstadium und Konstitution schicken könnten: Von Denver und Umgebung entweder nach Colorado Springs auf 6.000 Fuss (1.829 m), nach Estes Park auf 7.000 Fuss (2.134 m) oder in einen (von Rüedi noch ausfindig zu machenden) Ort auf 8.000 Fuss (2.439 m). «Dies wäre ein Kurort (sic!), wie ihn die Welt noch nicht gesehen hat.»
In seinem zweiten Vortrag (Ein kurzer Blick in die Zukunft im Hinblick auf pathologisch-anatomische Forschungen) kritisierte Rüedi die einseitige Ausrichtung der Ärztezunft auf die Zellularpathologie, der zufolge Krankheiten auf Störungen der Körperzellen und ihrer Funktionen beruhen. Rüedi plädierte dafür, nicht nur die Zellen und Gewebe zu erforschen, sondern auch die ausserhalb der Zellen befindlichen flüssigen Bestandteile des menschlichen Körpers, im Einzelnen das Blutserum, die Lymphe und die Gewebsflüssigkeit. Rüedi meinte, dass Blutserum-Analysen wertvolle Erkenntnisse darüber liefern würden, welche krankhaften Veränderungen («Degenerationen») in den Zellen des betreffenden Menschen in nächster Zeit zu erwarten seien und warum. «Wir müssen soweit kommen, dass wir mit wenigen Blutstropfen den Zustand des Blutserums bestimmen können […]. Wenn man in die Mikrochemie des Blutes soviel Zeit investiert hätte wie in das Mikroskop, wären wir mit unserer Wissenschaft ein gutes Stück weiter.»
Rüedis Hoffnungen an die Neue Welt blieben jedoch unerfüllt. (Möglicherweise ging ihm die Entwicklung der medizinischen Infrastruktur zu langsam voran.) Daher kehrte Rüedi nach nur fünf Jahren 1896 in die Schweiz zurück.

### Späte Berufsjahre: Arosa
Während seiner Abwesenheit hatten sich die Arbeitsbedingungen für Ärzte in Davos jedoch drastisch geändert. Durch die begrenzte Vergabe von Konzessionen war die Ausübung des Arztberufs so stark reguliert, dass selbst für eine Kapazität wie Rüedi keine Aussicht mehr auf die Eröffnung einer Praxis bestand.
Rüedi liess sich stattdessen in dem kleinen Luftkurort Arosa (1775 m), 13 Kilometer westlich von Davos, nieder. Im Winter 1896/97 begann Rüedi als Kurarzt im Grand Hotel Arosa, dem heutigen Robinson Club, zu praktizieren.
Die Entwicklung des Dörfchens Arosa lag allerdings um Jahrzehnte gegenüber Davos zurück. Die Höhenbehandlung von Tuberkulose hatte erst 1880 mit der Eröffnung des ersten Hotels (Seehof) Einzug gehalten. Und erst 1888 hatte das erste Sanatorium seine Pforten geöffnet. (Zu jener Zeit hatte Arosa nicht mehr als 88 Einwohner.)
Die Zahl von Rüedis Patienten verharrte auf einem enttäuschend niedrigen Niveau. Weil sich Rüedi ernsthaft Sorgen um sein finanzielles Auskommen machte, begann er sich dafür einzusetzen, die Attraktivität von Arosa als Kurort zu steigern. Am 4. Oktober 1896 wurde Rüedi einstimmig in den örtlichen Kurverein gewählt. Er nahm regelmässig an den Sitzungen teil und unterbreitete zahlreiche Vorschläge, wie den Bau einer künstlichen Tobogganbahn. Am 22. Juni 1897 regte Rüedi die Einführung einer Strassenbeleuchtung an. Im November 1900 schlugen Rüedi und vier seiner Ärztekollegen die Gründung eines Wissenschaftsklubs vor. Alle zwei Wochen sollten drei Akademiker vor einem öffentlichen Publikum ein Thema von allgemeinem Interesse (ausser Religion und Politik) diskutieren.
In seiner Freizeit engagierte sich Rüedi zudem als Mitorganisator und Zeitmesser an den winterlichen Schlittelrennen. Diese wurden vor allem als Spektakel für die Touristen abgehalten.
Arosas grösstes Entwicklungshemmnis war jedoch der Mangel an bequemen Transportmöglichkeiten zu und vom Dorf. Seinerzeit benötigten Besucher für die rund 30 km lange Strecke von Chur mehrere Stunden mit der Postkutsche. Carl Rüedis grösstes Anliegen war daher die Verbesserung der Verkehrsanbindung an die Bündner Kantonshauptstadt.
Am 14. September 1897 gründeten Rüedi und einige andere Bewohner von Arosa einen Ausschuss mit dem Ziel, die schmale Strasse von Chur nach Arosa zu verbreitern. 1900 (oder kurz davor) stellten Carl Rüedi und der Schanfigger Landammann Hans Brunold aus Peist (1861–1941) Petitionen an den Grossen Rat von Graubünden und die Schweizer Bundesversammlung betreffend den Bau einer elektrischen Eisenbahn zwischen Chur und Arosa. (Rüedis Heimatgemeinde Davos profitierte von einer solchen Verbindung schon seit zehn Jahren.)
Es war Carl Rüedi jedoch nicht mehr vergönnt, die Ankunft der ersten Lokomotive in Arosa im Dezember 1914 zu erleben. Am 17. Juni 1901 starb Rüedi unerwartet in Arosa im Alter von nur 53 Jahren.

## Belege
- Davoser Blätter. Curzeitung und Fremdenliste, 20. Jg., Nr. 8, 21. Februar 1891, S. 1; und 20. Jg., Nr. 18, 9. Mai 1891, S. 1.
- Davoser Blätter, Bd. III, Nr. 30, 25. April 1891, S. 394 f.
- Fremdenliste von Arosa, Nr. 6, 18. November 1900, S. 1.
- The Davos Courier, Bd. XIV, Nr. 14/15, 14. Juni 1901, o. S.
- Protokoll der Kurvereinssitzung [von Arosa], 23. Juni 1901 (Manuskript); o. S.
- Davoser Blätter. Verkehrs-Organ für Ragaz, Prättigau, Davos und Engadin; XXX. Jg., Nr. 25, Davos, 22. Juni 1901, o. S.
- o. V.: Allerlei von der Chur-Arosa-Bahn und ihrer Vorgeschichte; in: Abendzeitung (Arosa), 4. Dezember 1964; o. S.
- Georges J. Capol: Arosa – vom Hirtendorf zum Weltkurort (2); in: Aroser Zeitung, Nr. 15, 14. April 1989, S. 15.
- Jules Ferdmann: Der Aufstieg von Davos. Verlag Genossenschaft Davoser Revue, 2. Aufl., 1990 (1. Aufl., 1935).
- o. V.: Dr. C. Ruedi – Arzt in Arosa (Handschriftliche Notizen aus der Zeit vom 4. Oktober 1896 bis 14. September 1897); im Besitz des Schanfigger Heimatmuseums, Arosa.
- Hans Danuser: Arosa – wie es damals war (1850–1907), Bd. 1, Eigenverlag Danuser, Arosa 1997, S. 54, 115, 167.
- Fritz Maron: Vom Bergbauerndorf zum Weltkurort Arosa, Verlag F. Schuler, Chur 1934, S. 108 f.